# 시구르드 흐링그
시구르드 흐링그(고대 노르드어: Sigurðr hringr)는 고대 스칸디나비아 사가들에 등장하는 스비아인의 전설적인 왕이다. 보시와 헤라우드의 사가에 따르면 시구르드 흐링그 본인이 주인공인 사가가 한 편 있었다고 하는데, 오늘날은 소실되어 전하지 않는다. 고문헌들에 나타나는 시구르드 흐링그는 브라벨리르 전투에서 하랄드 힐디톤과 싸워 이겼으며, 라그나르 로드브로크의 아버지라고 한다.

## 헤르보르와 헤이드레크의 사가

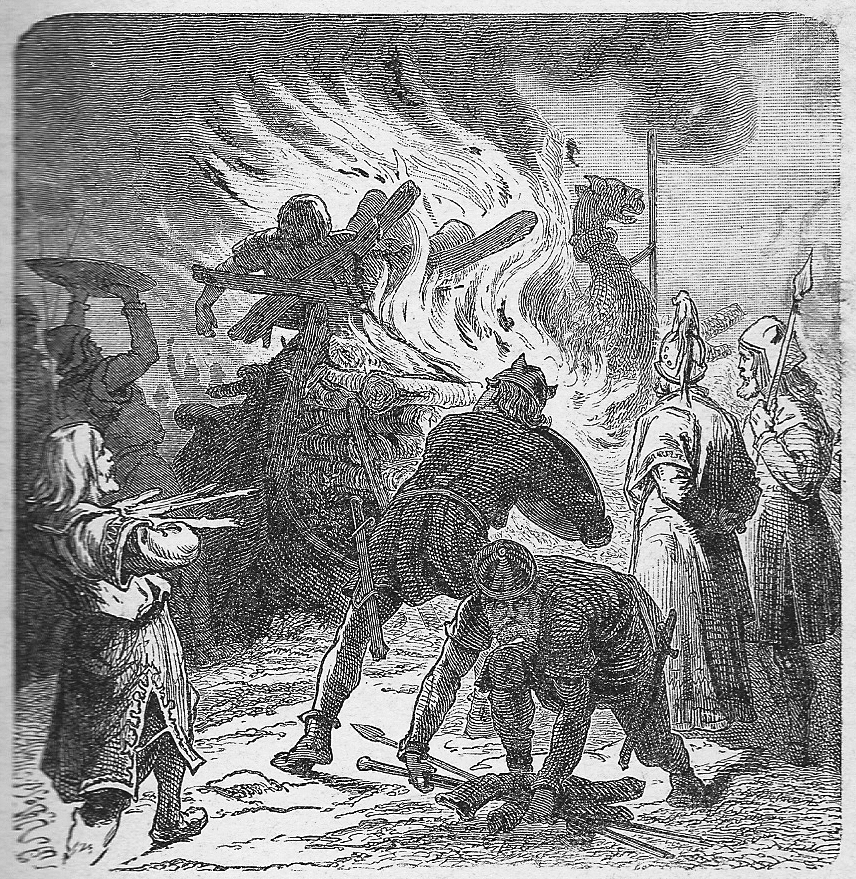
브라벨리르 전투에서 이긴 뒤 하랄드 힐디톤의 시체를 화장하는 시구르드 흐링그. (1921년 그림)

헤르보르와 헤이드레크의 사가에 따르면 발다르가 죽었을 때 그 아들 란드베르가 스비아인의 왕이 되고 하랄드 힐디톤이 데인인의 왕이 되었다. 하랄드는 조부 이바르 비드파드미가 다스렸던 땅을 모두 정복했다. 한편 란드베르가 죽자 그 아들인 시구르드 흐링그가 스비아인의 왕이 되었는데, 정황상 하랄드에게 칭신하는 종속왕이었던 것으로 보인다. 시구르드 흐링그와 하랄드 힐디톤은 외스테르예틀란드의 벌판에서 브라벨리르 전투를 벌였고 이 전투에서 하랄드를 비롯한 많은 사람이 죽었다. 이 승리로 시구르드는 스비아인과 데인인을 모두 다스리는 왕이 되었고 이 통합 왕위는 아들 라그나르 로드브로크가 계승했다. 하랄드 힐디톤의 아들 에위스테인 벨리는 야를로서 스웨덴 땅을 다스리다가 나중에 라그나르의 아들들에게 살해되었다.

## 고대의 어떤 왕들에 대한 사가
고대의 어떤 왕들에 대한 사가에 따르면 시구르드 흐링그는 하랄드 힐디톤의 조카이다. 아마 란드베르의 아들이겠지만 그것이 정확히 명시된 부분은 보존되어 있지 않다. 란드베르와 하랄드의 어머니는 아우드 인 듀푸드가이며 그녀의 남편은 가르다리키의 라드바르드였다. 하랄드 힐디톤이 늙어 노쇠하자 시구르드 흐링그에게 스웨덴과 베스테르예틀란드를 다스리라고 넘겨주었다. 시구르드는 브라벨리르 전투에서 삼촌을 죽이고 덴마크 왕위까지 손에 넣었다. 시구르드는 한 여전사에게 덴마크를 다스리게 했다.
시구르드는 알프헤임의 왕 알프(Alf)의 딸 알프힐드(Alfhild)와 결혼했고 그 사이에 라그나르 로드브로크를 낳았다.
시구르드가 노쇠하자 변방 지역들이 이탈하기 시작했고, 잉글랜드를 잃었다. 어느날 시구르드는 베스테르예틀란드에서 처남매부지간인 간달프(Gandalf)의 아들들의 방문을 받았다. 간달프의 아들들은 시구르드에게 노르웨이의 베스트폴의 왕 에위스테인을 공격하는 데 함께해 달라고 요청했다. 이후 베스트폴의 스키링그살에서 성대한 블로트(노르드인의 인신공양 의식)가 열렸다. 이후 더 이상의 내용은 보존되어 있지 않다. 하지만 스쿌둥 일족의 사가가 이 내용들의 원본인 것으로 보이며, 해당 사가를 살펴보면 뒷이야기도 나와 있다.

## 스쿌둥 일족의 사가
스쿌둥 일족의 사가에 따르면 시구르드 흐링그는 알프헤임의 알프 왕의 딸 알프힐드와 결혼했고 슬하에 라그나르 로드브로크를 낳았다. 불행히도 알프힐드는 죽었다. 시구르드 흐링그가 늙었을 때 스키링그살으로 가서 성대한 블로트에 참여했다. 거기서 시구르드는 알프솔(Alfsol)이라는 아름다운 여자를 발견했는데, 알프솔은 벤델의 왕 알프의 딸이었다. 알프솔의 두 오라비는 시구르드와 그녀가 결혼하는 것에 반대했다. 시구르드는 알프솔의 오라비들과 싸워 그들을 죽였지만 알프솔이 오라비들에게 독살당해 그녀를 취하지 못했다. 시구르드는 알프솔 남매의 시체를 커다란 배에 실어서 불을 붙여 바다로 내보냈다.
라그나르 로드브로크가 아버지를 계승해 왕위에 올랐지만 스웨덴은 에위스테인 벨리가 종속왕으로서 다스렸다. 에위스테인은 나중에 라그나르의 아들들에게 살해당한다.

## 데인인의 사적
삭소 그라마티쿠스의 데인인의 사적 제7권에 따르면 시구르드 흐링그는 데인인의 왕 란드베르의 아들이었고 데인인의 왕 하랄드 힐디톤의 모계 조카였다. 시구르드의 아버지가 하랄드의 누이를 강간했지만 두 남자 사이의 관계는 악화되지 않았다. 시구르드는 브라벨리르 전투에서 외삼촌 하랄드에게 승리했고 데인인의 왕이 되었다. 이후 제9권에서 시구르드가 라그나르 로드브로크의 아버지라고 언급된다.

## 족보
|  |                          |  |  |  |  |  |  |  |  |  |  |  |  |  |  |  |
|  | 조부 라드바르드          |  |  |  |  |  |  |  |  |  |  |  |  |  |  |  |
|  |                          |  |  |  |  |  |  |  |  |  |  |  |  |  |  |  |
|  |                          |  |  |  |  |  |  |  |  |  |  |  |  |  |  |  |
|  | 아버지 란드베르          |  |  |  |  |  |  |  |  |  |  |  |  |  |  |  |
|  |                          |  |  |  |  |  |  |  |  |  |  |  |  |  |  |  |
|  |                          |  |  |  |  |  |  |  |  |  |  |  |  |  |  |  |
|  | 고증외조부 할프단 스냘리 |  |  |  |  |  |  |  |  |  |  |  |  |  |  |  |
|  |                          |  |  |  |  |  |  |  |  |  |  |  |  |  |  |  |
|  |                          |  |  |  |  |  |  |  |  |  |  |  |  |  |  |  |
|  | 증외조부 이바르          |  |  |  |  |  |  |  |  |  |  |  |  |  |  |  |
|  |                          |  |  |  |  |  |  |  |  |  |  |  |  |  |  |  |
|  |                          |  |  |  |  |  |  |  |  |  |  |  |  |  |  |  |
|  | 조모 아우드              |  |  |  |  |  |  |  |  |  |  |  |  |  |  |  |
|  |                          |  |  |  |  |  |  |  |  |  |  |  |  |  |  |  |
|  |                          |  |  |  |  |  |  |  |  |  |  |  |  |  |  |  |
|  | 증외조모 가우틸드        |  |  |  |  |  |  |  |  |  |  |  |  |  |  |  |
|  |                          |  |  |  |  |  |  |  |  |  |  |  |  |  |  |  |
|  |                          |  |  |  |  |  |  |  |  |  |  |  |  |  |  |  |
|  | 시구르드                 |  |  |  |  |  |  |  |  |  |  |  |  |  |  |  |
|  |                          |  |  |  |  |  |  |  |  |  |  |  |  |  |  |  |
|  |                          |  |  |  |  |  |  |  |  |  |  |  |  |  |  |  |
|  | 어머니 잉길드            |  |  |  |  |  |  |  |  |  |  |  |  |  |  |  |
|  |                          |  |  |  |  |  |  |  |  |  |  |  |  |  |  |  |
|  |                          |  |  |  |  |  |  |  |  |  |  |  |  |  |  |  |